# Glenda del E
Glenda del Monte Escalante, más conocida en el ámbito artístico como Glenda del E, es una pianista, cantante, productora discográfica, arreglista y compositora cubana-canadiense, nominada a un Premio Grammy Latino en 2022 por su álbum Ella, en colaboración con la violinista venezolana Daniela Padrón.
Nacida y criada en La Habana, se interesó por la música desde su niñez gracias a la influencia de sus padres. Tras recibir formación musical en la isla, se trasladó con su familia a Canadá para estudiar en el Real Conservatorio Musical de Toronto. Luego de integrar la agrupación canadiense de pop The Parachute Club a finales de los años 2000, en la década de 2010 conformó la agrupación Glenda del E & Q-ban Mixology, con la que grabó un disco homónimo en 2010.
Tras registrar colaboraciones con artistas como Paquito D'Rivera, Fernando Osorio y Oriente López, en 2015 fue invitada por Alejandro Sanz para hacer parte de su gira Sirope. Desde entonces, ha acompañado como pianista al cantante español en sus presentaciones en vivo y en algunas grabaciones de estudio. En noviembre de 2020 colaboró con el cantante venezolano José Luis Rodríguez durante una presentación en streaming titulada Directo a casa.
Luego de obtener la nominación a los Premios Grammy Latinos, en 2023 publicó su primer álbum larga duración en calidad de solista, titulado Kaleidoscope. Paralelo a su labor como artista, Glenda se ha desempeñado como docente de música en instituciones como la Universidad York, la Escuela de Música Yamaha, el Conservatorio de Música de Miami y la Escuela de Piano de Nueva York, entre otras.

## Primeros años y estudios
Glenda nació en La Habana y se crio en el seno de una familia musical, hija de la cantante cubana Mireya Escalante y del percusionista Mayito del Monte. Empezó a interesarse por la música a los cuatro o cinco años, cuando su padre la llevaba a los ensayos de la orquesta Riverside, y sus primeros pasos en el mundo artístico se dieron cuando formó parte de la banda de la escuela Paquito González Cueto. Inició su formación como pianista a los siete años en la Escuela Elemental de Música Paulita Concepción, para más adelante cursar estudios musicales de nivel medio en el Conservatorio Amadeo Roldán.
Aunque recibió formación clásica, tuvo la oportunidad de conformar una agrupación con su madre llamada Mireya Escalante & Latin Street, en la que tuvo su primer acercamiento a la salsa y al latin jazz. Todavía ligada al conservatorio, recibió una invitación para participar en un concurso de piano New Talent and Model Search en Toronto, que le permitió obtener una beca en el Real Conservatorio Musical de Toronto, ciudad en la que se radicó junto con sus padres.
Según ella, la experiencia de mudarse a Canadá cuando tenía quince años «nutrió [su] proceso creativo y [le] ayudó a abrirse a un nuevo mundo de sonidos». Allí tuvo la oportunidad de recibir lecciones de maestros como John Alonso y Marietta Orlov, además de participar en diversos concursos y recitales de piano. Tras graduarse del conservatorio, ingresó en la Universidad de Toronto, donde obtuvo un Bachelor of Piano Performance; cursó también una Maestría en Etnomusicología y Piano Performance en la Universidad York.

## Carrera

### Glenda del E & Q-ban Mixology
En la década de 2010 formó la agrupación Glenda del E & Q-ban Mixology, con la que publicó el disco Q-ban Mixology en septiembre de 2010. Según el Diario Las Américas, es un álbum «que refleja la unión de los géneros que representa», y para el portal Latin Jazz Net, el disco «fusiona lenguajes musicales dispares con los ritmos tradicionales cubanos en una metáfora popular». A partir de entonces, tuvo la oportunidad de colaborar en otros proyectos y academias musicales como New Cuban Generation, Echo Choir of Toronto, Big Band Leonardo Timor y Axis Music. Con su banda Q-ban Mixology se ha presentado en eventos como el Beaches Jazz Festival, el Distillery Jazz Festival y el Festival Mar i Jazz, entre otros.
En 2012 fue una de las artistas que participó en la grabación del álbum recopilatorio The New Generation, publicado por la discográfica Beaches International Jazz Festival. En 2014 colaboró con el músico de jazz cubano Paquito D'Rivera en una clase magistral titulada The Art of Teaching and Learning, llevada a cabo en la sala de conciertos Carnegie Hall de Manhattan. En 2015 fue invitada por el cantautor colombiano Fernando Osorio para tocar el piano en su disco Todo el resto que no estás, y ese mismo año apareció como vocalista invitada en el álbum Abracadabra del músico y arreglista cubano Oriente López.

### Colaboración con Alejandro Sanz y nominación al Grammy Latino

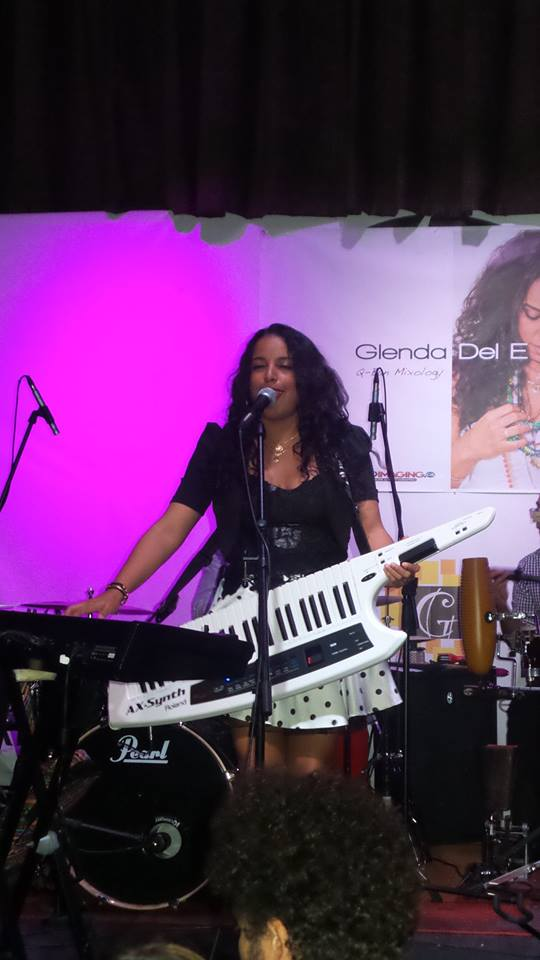
Glenda del E en vivo en 2017.

En 2015 recibió una invitación del artista español Alejandro Sanz para que hiciera parte de su gira Sirope, en la que se desempeñó como pianista y corista. En 2018 participó en la grabación de #El disco de Sanz y en su posterior gira de respaldo, y colaboró como pianista en el álbum Llueve alegría de la artista española Malú. Continuó vinculada con la banda de Sanz para las giras Más es Más (en un concierto único celebrado en Madrid en 2017) y Sanz en vivo (serie de conciertos del artista que inició en 2022).
En noviembre de 2020 colaboró con el cantante venezolano José Luis Rodríguez durante una presentación en streaming titulada Directo a casa. Tras colaborar en los álbumes Miss You de Diogo Brown y Healer de Álex Cuba, en 2022 grabó con la violinista venezolana Daniela Padrón el álbum Ella, el cual contó con la producción de Julio Bagué y Larry Coll y fue presentado en vivo en Miami como un homenaje a las compositoras latinoamericanas. El disco recibió una nominación al Premio Grammy Latino en la categoría de mejor álbum instrumental, e incluye versiones de canciones como «Bésame mucho» de Consuelo Velázquez, «Te aviso, te anuncio» de Shakira, «Dr. psiquiatra» de Gloria Trevi y «Babalú» de Margarita Lecuona.

### Carrera en solitario y actualidad
Tras grabar los sencillos «Me gusta» (2019) y «Soy de aquí» (2020) en calidad de solista, en marzo de 2023 la artista publicó el sencillo «Old Havana» a través de su discográfica independiente, como adelanto del larga duración Kaleidoscope, publicado el mismo mes. El portal web Miami Hispano lo definió como «una obra auditiva que honra y rinde homenaje a su trayectoria musical clásica, maestros, mentores, pianistas y compositores cubanos, además de su amor por la cultura y la música de su país natal».

### Docencia y filantropía
La artista se ha desempeñado como docente de música en instituciones como la Universidad York, la Escuela de Música Yamaha, el Conservatorio de Música de Miami, la Escuela de Piano de Nueva York y el Conservatorio Art Plaza, entre otros. Igualmente, es profesora y ha brindado conferencias en Art House Academy & Abbey Road Institute en Miami, y ha impartido clases magistrales en la Universidad de Panamá y en el Valencia Berklee College of Music.
Glenda es embajadora cultural de Transdiaspora Network de Nueva York, un proyecto sin ánimo de lucro cuya misión es promover la prevención del VIH y velar por el desarrollo integral de las comunidades urbanas de bajos recursos en la ciudad, mediante planes escolares y artísticos.

## Influencia y estilo
En una entrevista para el medio digital Toronto Hispano, Glenda mencionó a los artistas cubanos Chucho Valdés, Gonzalo Rubalcaba, Bebo Valdés, José María Vitier, y a los músicos internacionales Stevie Wonder, Herbie Hancock, Nina Simone, Alejandro Sanz, Hazel Scott y Erykah Badu como sus principales influencias.
Sobre su estilo musical, la artista manifestó: «Para mí es importante compartir los diferentes estilos que puedo interpretar y en los que puedo componer, por eso siempre fusiono un poco de soul, de pop, R&B, latin jazz, de música clásica y popular en cada una de mis presentaciones [...] Me encanta la música tradicional cubana y está muy presente durante [mi] show: el son, la rumba y las raíces yorubas de las que me siento muy orgullosa».

## Discografía

### Álbumes de estudio
| Año  | Título         | Notas              | Ref.  |
| ---- | -------------- | ------------------ | ----- |
| 2010 | Q-ban Mixology | Con Q-ban Mixology | [ 6 ] |
| 2022 | Ella           | Con Daniela Padrón | [ 6 ] |
| 2023 | Kaleidoscope   | Como solista       | [ 6 ] |

### Sencillos
| Año  | Título        | Ref.  |
| ---- | ------------- | ----- |
| 2023 | «Old Havana»  | [ 6 ] |
| 2020 | «Soy de aquí» | [ 6 ] |
| 2019 | «Me gusta»    | [ 6 ] |

### Colaboraciones
| Año  | Título                        | Notas               | Ref.   |
| ---- | ----------------------------- | ------------------- | ------ |
| 2012 | The New Generation            | Compilado           | [ 6 ]  |
| 2015 | Todo el resto que no estás    | Con Fernando Osorio | [ 6 ]  |
| 2015 | Abracadabra                   | Con Oriente López   | [ 6 ]  |
| 2015 | Sirope vivo                   | Con Alejandro Sanz  | [ 6 ]  |
| 2017 | Más es más                    | Con Alejandro Sanz  | [ 6 ]  |
| 2018 | Llueve alegría                | Con Malú            | [ 6 ]  |
| 2018 | #El Disco                     | Con Alejandro Sanz  | [ 17 ] |
| 2018 | #La Gira                      | Con Alejandro Sanz  | [ 6 ]  |
| 2018 | Miss You                      | Con Diogo Brown     | [ 6 ]  |
| 2020 | Healer                        | Con Álex Cuba       | [ 6 ]  |
| 2020 | Alejandro Sanz Live Streaming | Con Alejandro Sanz  | [ 26 ] |

### Filmografía
| Año  | Película                       | Notas        | Ref.  |
| ---- | ------------------------------ | ------------ | ----- |
| 2008 | Pavane                         | Banda sonora | [ 6 ] |
| 2018 | Sanz: Lo que fui es lo que soy | Documental   | [ 6 ] |

### Videoclips
| Año  | Canción                              | Notas            |
| ---- | ------------------------------------ | ---------------- |
| 2016 | «L.U.P.»                             |                  |
| 2017 | «Inside»                             | Con Yainer Horta |
| 2017 | «Glenda del E & Q-ban Mixology Live» |                  |
| 2017 | «Me gusta»                           |                  |
| 2023 | «Old Havana»                         |                  |